# Cartman Gets an Anal Probe
Cartman Gets an Anal Probe is de allereerste aflevering van South Park. De aflevering verscheen voor het eerst op 13 augustus 1997. Het is de enige South Park-aflevering die helemaal is gemaakt van uit papier geknipte modellen. Het maken van deze aflevering duurde drie maanden. Bijna alle andere afleveringen zijn bijna volledig gemaakt op de computer.

## Plot
Als Kyle, Stan, Kenny, en Cartman wachten op de schoolbus, vertelt Cartman dat hij heeft gedroomd dat hij was ontvoerd door aliens die hem een anale sonde gaven. De anderen proberen hem ervan te overtuigen dat dit daadwerkelijk is gebeurd, maar Cartman zegt dat hij ze echt alleen maar wilde laten schrikken en dat het alleen maar een droom was.
Chef rijdt langs in zijn auto en vraagt of zij ook een ruimteschip hebben gezien, en bevestigt daarmee onbewust Cartmans "droom". Nadat Chef wegrijdt komt de schoolbus aanrijden, bestuurd door Mrs. Crabtree - een eng uitziende, hard pratende vrouw van middelbare leeftijd die constant schreeuwt dat de kinderen moeten gaan zitten en hun bek moeten houden. Wanneer de bus wegrijdt kijkt Kyle naar buiten en ziet dan dat twee aliens zijn broertje Ike vasthouden.
Enkele andere aliens proberen koeien weg te lokken door naar ze te fluiten en ze stro te voeren. De koeien trappen niet in het lokvoer, en blijkbaar worden
de koeien daardoor binnenstebuiten gekeerd.
Kyle vraagt zijn leraar Mr. Garrison of hij vrij kan krijgen om zijn broertje te zoeken. Mr. Garrison vertelt Kyle dat hij dat aan zijn handpop, Mr. Hat, moet vragen. De handpop zegt dat het niet mag.
In de schoolkantine, openbaart Stan zijn liefde voor Wendy Testaburger, maar hij moet overgeven wanneer ze hem aanspreekt. Dit blijft ook gebeuren in veel andere afleveringen. De vier jongens gaan naar Chef, en als ze hem vragen wat je moet doen als iemand je niet gelooft, zingt hij een lied.
Wanneer Chef hoort dat Kyles broertje is ontvoerd door aliens, schreeuwt hij dat ze niet op school moeten zijn maar hem moeten zoeken. Dit is het stukje waarin er achter Cartman een robot verschijnt, die echter snel weer teruggaat naar waar hij vandaan kwam. Om de kinderen te helpen, laat Chef het alarm afgaan. Dan zegt Cartman voor de eerste keer zijn bekende catchphrase: "Screw you guys, I'm going home!"
Om de aliens weer weg te lokken hangen Stan, Kyle en Wendy Cartman op aan een boom. Nadat Cartman een paar keer scheten laat waarbij er vlammen uit zijn achterwerk komen, komt er een grote satellietschotel uit zijn kont. De ruimteschepen verschijnen weer, en Kyles broertje Ike staat achter een deur in een van de ruimteschepen. Kyle probeert zijn broertje te bevrijden door te springen en hem te vertellen dat hij zijn imitatie van David Caruso moet gebruiken. De aliens verontschuldigen zich bij de koeien en zeggen dat het binnenstebuiten keren van de koeien een fout was en ze geven de koeien een apparaat dat mensen laat zingen.
De volgende ochtend bij de bushalte komt Cartman aanlopen met een bindvliesontsteking die hij kreeg van Scott Baio.

## Kenny's dood
Kenny ging in de eerste aflevering ook dood. Hij werd eerst beschoten door aliens, daarna vertrapt door koeien, er werd over hem heen gereden door Officer Barbrady in zijn politieauto en als laatste verslonden door ratten.

## Niet op tv vertoond
De niet-uitgebrachte pilot is anders dan de versie die op televisie werd vertoond.
De verschillen:
- De opening van deze versie is anders, en het introlied wordt langzamer afgespeeld.
- Mary Kay Bergman deed nog geen stemmen voor de vrouwelijke personages.
- In plaats van het alarm te laten afgaan geeft Chef de kinderen een tamale zodat hun lichaamstemperatuur omhoog gaat en ze van school mogen om Kyles broertje te zoeken.
- De robot die uit Cartmans kont komt zie je de hele aflevering niet.
- Cartman laat geen scheet totdat hij de extra hete tamale opeet.
- Er is een scène op het schoolplein waarin Pip zijn hoofd op het beton stoot en snel naar de verpleegster rent. De "zesdeklassers" zijn dan ook voor het eerst te zien - op dat moment nog wel als vijfdeklassers. Ze intimideren Cartman die de extra hete tamale opeet. Hij moet hiervan scheten laten en de vijfdeklassers rennen weg.
- Wanneer Cartman aan de boom gebonden is, komt er geen satelliet uit zijn kont. In plaats daarvan gaat Chef samen met de kinderen naar de lucht roepen tot de ruimteschepen weer verschijnen.
- In deze aflevering wordt duidelijk dat Cartman geen broers of zussen heeft en dat zijn moeder eigenlijk zijn vader is - Ms. Cartman is namelijk een hermafrodiet.
- Kyle vertelt niet aan Ike dat hij David Caruso moet imiteren.
- Het einde is compleet anders:
- Kenny verschijnt opnieuw alsof er niets is gebeurd en Kyle zegt dat Kenny er best goed uitziet.
- Officer Barbrady probeert de kinderen wijs te maken dat er niks is gebeurd, maar de kinderen vertellen hem dat ze alles al weten van de aliens.
- Wanneer Officer Barbrady vraagt naar de vermiste koeien, wijzen de jongens naar de aliens die verderop staan bij een barbecue grill, omringd door stukken vlees (Waarschijnlijk hebben ze het apparaat om mensen te laten zingen dus nooit gegeven).
- Kyle schopt Ike door Ms. Cartmans raam.
- Cartman valt uit de lucht,maar heeft geen blauw oog en hij heeft het niet over Scott Baio.
- Pip verschijnt nog even en zegt net als Tiny Tim: "God bless us, everyone."; Cartman vertelt Pip dat wanneer hij beter is, hij Pip in elkaar zou slaan.